# Диполдинги-Рапотони
Диполдингите и Рапотоните (на немски: Diepoldinger-Rapotonen) са два тясно свързани благороднически родове. Диполдингите първо са графове в швабските Аугстгау и Дуригау и в баварския Нордгау. Рапотоните са графове в Траунгау и в Нордгау. Общият род е свързан роднински с редица висши благороднически фамилии в югоизточния германски район, Хоенщауфените, Велфите и с Церингите. През 11 до средата на 12 век родът принадлежи към най-могъщите и влиятелни родове в Свещената Римска империя. Родът е издигнат преди всичко от Салическите императори. Между 1256 и 1258 г. измират в италиански затвор последните членове на фамилията в свитата на Хоенщауфените. Днес са известни преди всичко като маркграфове на Хам-Фобург.
Най-старият известен член на фамилията Диполдинги е Диполд I, който през 955 г. пада убит в битката на Лехското поле. Той е граф в Аугстгау и има голяма собственост около Дилинген на Дунав и Гинген на Бренц. Неговата внучка се омъжва за Рапото II, граф на Траунгау, син на най-стария от фамилията Рапотони Рапото I, и основава така неразделимата връзка на Диполдингите с Рапотоните.
През 1059 г. император Хайнрих IV подарява горите на Диполдингите и Рапотоните в Аугстгау на епископ Хайнрих II от Аугсбург († 1063).
През средата на 11 век император Хайнрих III основава Маркграфство Хам. През 1050 г. там управлява Сицо, син на графа от Химгау Зигхард. Неговата сестра е омъжена с Диполд I граф на Аугст от Диполдингите. Собствеността на Сицо попада по-късно на Диполдингите, с което те получават територии в Нордгау. През 1077 г. Диполд II (син на Диполд I) е маркграф на Наббург.
От 1073 г. Рапотоните са маркграфове на Хам. В борбата за инвеститура между Хайнрих IV и папа Григорий VII Рапотоните са тясни последователи на императора. Диполд II е убит през 1078 г. в битката при Мелрихщат, две години по-късно брат му Рапото III е убит в битката при Хоенмьолсен на Груне. Конфликтът донася обаче също и увеличение на могъщността. Улрих от Пасау получава големи собствености в Източна Бавария на Дунав и Ин, в Горен Пфалц и в Ротахгау и става бург-граф на Пасау. Неговият брат Рапото V от Хам поема през 1082 г. пфалцграф-службата на умпрелия Куно I фон Рот, и е такъв до смъртта си през април 1099 г.
Диполд III купува Марк Хам и господството Фобург на Дунав и земи в Химгау, в Швабия и Австрия от умрелия му през 1099 г. братовчед пфалцграф Рапото V от Бавария,
По време на конфликта на Хайнрих IV с неговия син Хайнрих V Рапотоните са на страната на императорския син. Диполд III участва през 1105 г. във въстанието на благородниците от Нордгау против императора. След това той играе важна роля в имперската политика на Хайнрих V.
През 1118 г. Диполд основава домашния манастир Райхенбах на Реген, 1133 г. манастир Валдсасен. Силата на Диполд се вижда от женитбата на неговата дъщеря Адела с Фридрих I Барбароса. През 1148 г. Диполд умира и същата година Егерланд е отделена от Марк Наббург от крал Конрад III.
Диполдингите-Рапотоните се разделят след смъртта на Диполд III на две линии. Хамската линия измира през 1204 г. с маркграф Бертхолд II. Неговите владения около Хам и Фобург на Дунав попадат на неговия зет херцог Лудвиг I Келхаймерски от Бавария. Диполдингите измират през 1238 г., които последно са маркграфове на Наббург.
Младата линия изчезва през 1256 и 1258 г. като членове на свитата на Хоенщауфените. Бертхолд III от Фобург е регент на Сицилия за малолетния Конрадин фон Хоенщауфен. Той и неговите двама братя Ото и Лудвиг, последните Рапотони, са хвърлени в затвор от новия крал на Сицилия Манфред на 2 февруари 1256 г. и осъдени на доживотна каторга. През следащите две години те умират там. Така останалите им собствености в Марк Наббург, в среден и северен Горен Пфалц, попадат на Вителсбахите.
Значими личности от общия род са:
- Диполд II († 1078), маркграф в Нордгау, зет на херцог Бертхолд II от Каринтия
- Рапото V († 1099), пфалцграф на Бавария 1082/86−1099
- Улрих († 1099), граф на Фининген и Пасау, тъст на херцог Енгелберт II от Каринтия († 1141)
- Херман, епископ на Аугсбург
- Диполд III († 1146), маркграф на Наббург, Фобург и Хам, зет на полския княз Владислав I Херман и тъст на Фридрих I Барбароса, херцог на Швабия и по-късно гермаски император
- Диполд IV († вер. 1128), зет на баварския херцог Хайнрих Черния
- Бертхолд II († 1204), зет на херцог Ото I от Бавария
- Бертхолд III († 1256/57), регент на Сицилия 1254